# Heider Bergsee und Schluchtsee in der Ville-Seenkette
Heider Bergsee und Schluchtsee in der Ville-Seenkette este o arie protejată (arie specială de conservare — SAC, sit de importanță comunitară — SCI) din Germania întinsă pe o suprafață de 26,28 ha, integral pe uscat.

## Localizare
Centrul sitului Heider Bergsee und Schluchtsee in der Ville-Seenkette este situat la coordonatele 50°49′36″N 6°51′52″E / 50.8267°N 6.8644°E.

## Înființare
Situl Heider Bergsee und Schluchtsee in der Ville-Seenkette a fost declarat sit de importanță comunitară în martie 2001 pentru a proteja un număr necunoscut de specii din flora spontană și fauna sălbatică aflate în arealul zonei. Situl a fost protejat și ca arie specială de conservare în mai 2004.

## Biodiversitate
Situată în ecoregiunea atlantică, aria protejată conține 1 habitat natural: Ape puternic oligomezotrofe cu vegetație bentonică cu Chara spp..
La baza desemnării sitului se află un număr nedeclarat de specii protejate.
Pe lângă speciile protejate, pe teritoriul sitului au mai fost identificate 1 specie de plante.